# Lispocephala sichuanensis
Lispocephala sichuanensis este o specie de muște din genul Lispocephala, familia Muscidae, descrisă de Xue și Zhang în anul 2006. Conform Catalogue of Life specia Lispocephala sichuanensis nu are subspecii cunoscute.